# غرم أب (فاروج)
غرم أب (بالفارسية: گرماب) هي مستوطنة تقع في قسم فاروج الريفي في إيران. يقدر عدد سكانها بـ 27 نسمة بحسب إحصاء 2016.